# George Schermacher
George Schermacher, ook wel George Scheermaker (1905-1995), was een Surinaams tenorsaxofonist. Zijn muziek varieerde langs onder meer jazz, set-dansi, bigi-poku en kaseko. Hij was medeoprichter van het O.K. Orkest en speelde in Red Star en zijn eigen combo.

## Biografie
Schermacher bracht zijn eerste muziek voort op een blikken fluitje. Later maakte hij zijn eigen fluit van fietspompen die van schildpadhuizen waren gemaakt. Hier zaagde hij de boven- en onderkant af en boorde er gaten in. Daarnaast gebruikte hij allerlei andere materialen om zelf muziekinstrumenten te maken. Enkele jaren later kreeg hij een houten dwarsfluit met zes kleppen van een Duitser die in Suriname verbleef. Vervolgens kocht hij een klarinet en daarna ontdekte hij het instrument waarop hij is blijven spelen, de saxofoon. Eerst was dat nog een c-melody en later stapte hij over op de tenorsaxofoon. Gaandeweg maakte hij zich deze instrumenten zelf eigen. Over de tenorsaxofoon zei hij eens: "Die is mij zo bekend geworden als het brood wat ik dagelijks eet."
Hij, trompettist Richard Gaddum en contrabassist Christiaan Snijders (de vader van Eddy Snijders) richtten samen het eerste jazzorkest van Suriname op, onder de naam O.K. Orkest. Andere bandleden waren de drummer Sportslede en de bassist Maasdammer. Tien jaar later ging hij in het orkestje Red Star de samenwerking aan met de klarinettist George Budel, drummer Topijn, bassist Layo (MacIntosh) Gilles en banjospeler Akathon. De muziek varieerde tussen Surinaamse muziek, rock-'n-roll en jazz. Zijn grootste voorbeeld uit de jazz vormde Sonny Rollins. Schermacher wordt herinnerd om liedjes als onder meer Wi gwe, ma wi kon baka, Sere Bamba en Moyboy Falada.
Net als veel andere jazzmusici werd hij geïnspireerd door Amerikaanse muziekfilms. Hier kocht hij platen van en hij leerde zich de muziek aan door eerst de handgrepen te noteren en ze daarna uit het hoofd na te spelen. Het noten lezen leerde hij pas in 1981 in Nederland, waar hij na de staatsgreep van 1980 naartoe was verhuisd.
Hoewel hij de voorkeur had van jazz boven Surinaamse muziek, kreeg hij ook bekendheid in de bigi-poku. Hij had een bibberige stijl met versieringen. Hij improviseerde weinig om meer swing uit de muziek te kunnen halen. Naar zijn overtuiging wilden mensen dansen en niet lastiggevallen worden met allerlei ideeën. Ook speelde hij kaseko, dat hij op het ritme na over een kam scheerde met jazz, omdat het twee vormen zouden zijn van dezelfde Afrikaanse muziek. Dit kwam ook overeen met het woord jazz dat in het verleden in het Caribische gebied een verzamelnaam was van muziek van Afrikaanse oorsprong. Daarnaast speelde hij de Surinaamse stijl set-dansi.